# Liste der Museen im Landkreis Fürstenfeldbruck
Die Liste der Museen im Landkreis Fürstenfeldbruck gibt einen Überblick über aktuelle und ehemalige Museen im Landkreis Fürstenfeldbruck in Bayern.

## Aktuelle Museen
| Gemeinde         | Name                    | Kurzbeschreibung | gegründet/ eröffnet | Träger                                                 | Standort                      | Bild           | Link |
| ---------------- | ----------------------- | --- | ------------------- | ------------------------------------------------------ | ----------------------------- | -------------- | ---- |
| Egenhofen        | Furthmühle              | Die Getreide- und Sägemühle aus dem 19. Jahrhundert ist als Technikdenkmal funktionsfähig erhalten und kann von Gruppen besichtigt werden.                                                                      | 26. Juli 2005       | Privat                                                 | Furthmühle                    | weitere Bilder |      |
| Eichenau         | Pfefferminzmuseum       | Das Museum informiert über Anbau, Ernte und Verarbeitung der Heilpflanze und die Geschichte des Pfefferminzanbaus in Eichenau. Zudem finden Ausstellungen zur Ortsgeschichte statt.                             | 1986                | Förderverein Pfefferminzmuseum Eichenau e. V.          | Starzelbachschule             | weitere Bilder |      |
| Fürstenfeldbruck | Feldbahnmuseum          | Die Ausstellung zeigt mehrere Feldbahnlokomotiven, Draisinen und Wagen mit Fahrbetrieb auf dem Museumsgelände.                                                                                                  | 1984                | Interessengemeinschaft deutsche Feld- und Waldbahnen   | Beim Bahnhof Fürstenfeldbruck |                |      |
| Fürstenfeldbruck | Museum Fürstenfeldbruck | In drei Abteilungen werden die Geschichte des Klosters Fürstenfeld, Alltagskultur in der Zeit um 1900 sowie archäologische Funde zur Siedlungsgeschichte präsentiert. Daneben finden Sonderausstellungen statt. | 1904                | Stadt Fürstenfeldbruck                                 | Ehemalige Klosterbrauerei     |                |      |
| Germering        | ZEIT+RAUM Museum        | Die Ausstellung zeigt archäologische Funde, Schautafeln und Medienstationen zur Ortsgeschichte. Vom Museum führen Rundwege zu Fundstellen und Denkmälern im und um das Stadtgebiet.                             | 2014                | Förderverein Stadtmuseum Germering e. V.               | Ehemaliges Feuerwehrhaus      |                |      |
| Gröbenzell       | Heimat- und Torfmuseum  | Das Museum veranschaulicht die Lebensumstände in der Torfstechersiedlung sowie die Geologie und Torfgewinnung in den Mooren um Gröbenzell.                                                                      | 2000                | Historischer Verein Gröbenzell e. V. – Die Gröbenhüter | Ehemaliges Schulhaus          |                |      |
| Schöngeising     | Bauernhofmuseum Jexhof  | Das Freilichtmuseum zeigt die seit dem 18. Jahrhundert erbauten Hofgebäude mit Einrichtungsgegenständen und landwirtschaftlichen Geräten. Auf dem Gelände befindet sich ein Arche- und Schaugarten.             | 1987                | Landkreis Fürstenfeldbruck                             | Jexhof                        | weitere Bilder |      |